# LaFayette Township (Ogle County, Illinois)
Die LaFayette Township ist eine von 24 Townships im Ogle County im Norden des US-amerikanischen Bundesstaates Illinois.

## Geografie
Die LaFayette Township liegt im Norden von Illinois rund 135 km westlich von Chicago. Die Grenze zu Wisconsin liegt rund 75 km nördlich; der Mississippi, der die Grenze zu Iowa bildet, befindet sich rund 85 km westlich.
Die LaFayette Township liegt auf 41°54′30″ nördlicher Breite und 89°13′37″ westlicher Länge und erstreckt sich über 45,32 km². 
Die LaFayette Township liegt im Süden des Ogle County und grenzt im Süden an das Lee County. Innerhalb des Ogle County grenzt die LaFayette Township im Westen an die Taylor Township, im Nordwesten an die Oregon-Nashua Township, im Norden an die Pine Rock Township und im Osten an die Flagg Township.

## Verkehr
In Nord-Süd-Richtung führt die Illinois State Route 38 durch die Township. Alle weiteren Straßen sind County Highways sowie weiter untergeordnete und zum Teil unbefestigte Fahrwege.
Der nächstgelegene Flugplatz ist der rund 15 km östlich der Township gelegene Rochelle Municipal Airport.

## Bevölkerung
Bei der Volkszählung im Jahr 2010 hatte die Township 170 Einwohner. Es existiert keine Siedlung, die Bevölkerung lebt verstreut über die gesamte Fläche der LaFayette Township.